# Binary Symmetric Channel

Schema eines BSC

Ein binärer symmetrischer Kanal (englisch binary symmetric channel, kurz BSC) ist ein informationstheoretischer Kanal, bei dem die Wahrscheinlichkeit einer Falschübermittlung (auch Fehlerwahrscheinlichkeit) von 1 genau so hoch ist wie die Wahrscheinlichkeit der Falschübermittlung einer 0. Das heißt, die Wahrscheinlichkeit, dass eine 1 empfangen wurde, falls eine 0 gesendet wurde und umgekehrt, beträgt die Wahrscheinlichkeit {\displaystyle p}. Für die verbleibenden Fälle, also der korrekten Übermittlung, ergibt sich damit eine Wahrscheinlichkeit von jeweils {\displaystyle 1-p}:
{\displaystyle {\begin{aligned}\operatorname {Pr} [Y=0|X=0]&=1-p\\\operatorname {Pr} [Y=0|X=1]&=p\\\operatorname {Pr} [Y=1|X=0]&=p\\\operatorname {Pr} [Y=1|X=1]&=1-p\end{aligned}}}
Dabei gilt {\displaystyle 0\leq p\leq 1/2}, denn falls {\displaystyle p>1/2} wäre, könnte der Empfänger alle empfangenen Bits invertieren und würde damit einen äquivalenten Kanal mit einer Fehlerwahrscheinlichkeit von {\displaystyle 1-p\leq 1/2} erhalten.

## Kapazität
Die Kanalkapazität des binären symmetrischen Kanals ist
{\displaystyle \ C_{\text{BSC}}=1-\operatorname {H} _{\text{b}}(p),}
wobei {\displaystyle \operatorname {H} _{\text{b}}(p)} die Entropie der Bernoulli-Verteilung mit Wahrscheinlichkeit {\displaystyle p} ist:
{\displaystyle \operatorname {H} _{\text{b}}(p)=-p\log _{2}(p)-(1-p)\log _{2}(1-p)}
Beweis: Die Kapazität ist definiert als die maximale Transinformation zwischen Eingang {\displaystyle X} und Ausgang {\displaystyle Y} für alle möglichen Wahrscheinlichkeitsverteilungen am Eingang {\displaystyle p_{X}(x)}:
{\displaystyle C=\max _{p_{X}(x)}\left\{\,I(X;Y)\,\right\}}
Die Transinformation kann umformuliert werden zu
{\displaystyle {\begin{aligned}I(X;Y)&=H(Y)-H(Y|X)\\&=H(Y)-\sum _{x\in \{0,1\}}{p_{X}(x)H(Y|X=x)}\\&=H(Y)-\sum _{x\in \{0,1\}}{p_{X}(x)}\operatorname {H} _{\text{b}}(p)\\&=H(Y)-\operatorname {H} _{\text{b}}(p),\end{aligned}}}
wobei die ersten beiden Schritte aus der Definition von Transinformation bzw. der bedingten Entropie folgen. Die Entropie am Ausgang, bei gegebenem und festem Eingangsbit ({\displaystyle H(Y|X=x)}) gleicht der Entropie der Bernoulli-Verteilung, was zur dritten Zeile führt, welche weiter vereinfacht werden kann.
In der letzten Zeile ist nur der erste Term {\displaystyle H(Y)} von der Wahrscheinlichkeitsverteilung am Eingang {\displaystyle p_{X}(x)} abhängig. Außerdem ist von der Entropie einer binären Zufallsvariable bekannt, dass diese ihr Maximum von 1 bei einer Gleichverteilung besitzt. Die Gleichverteilung am Ausgang kann, bedingt durch die Symmetrie des Kanals, nur erreicht werden, wenn auch eine Gleichverteilung am Eingang vorliegt. Damit erhält man {\displaystyle C_{\text{BSC}}=1-\operatorname {H} _{\text{b}}(p)}.